# Rodney McMullen

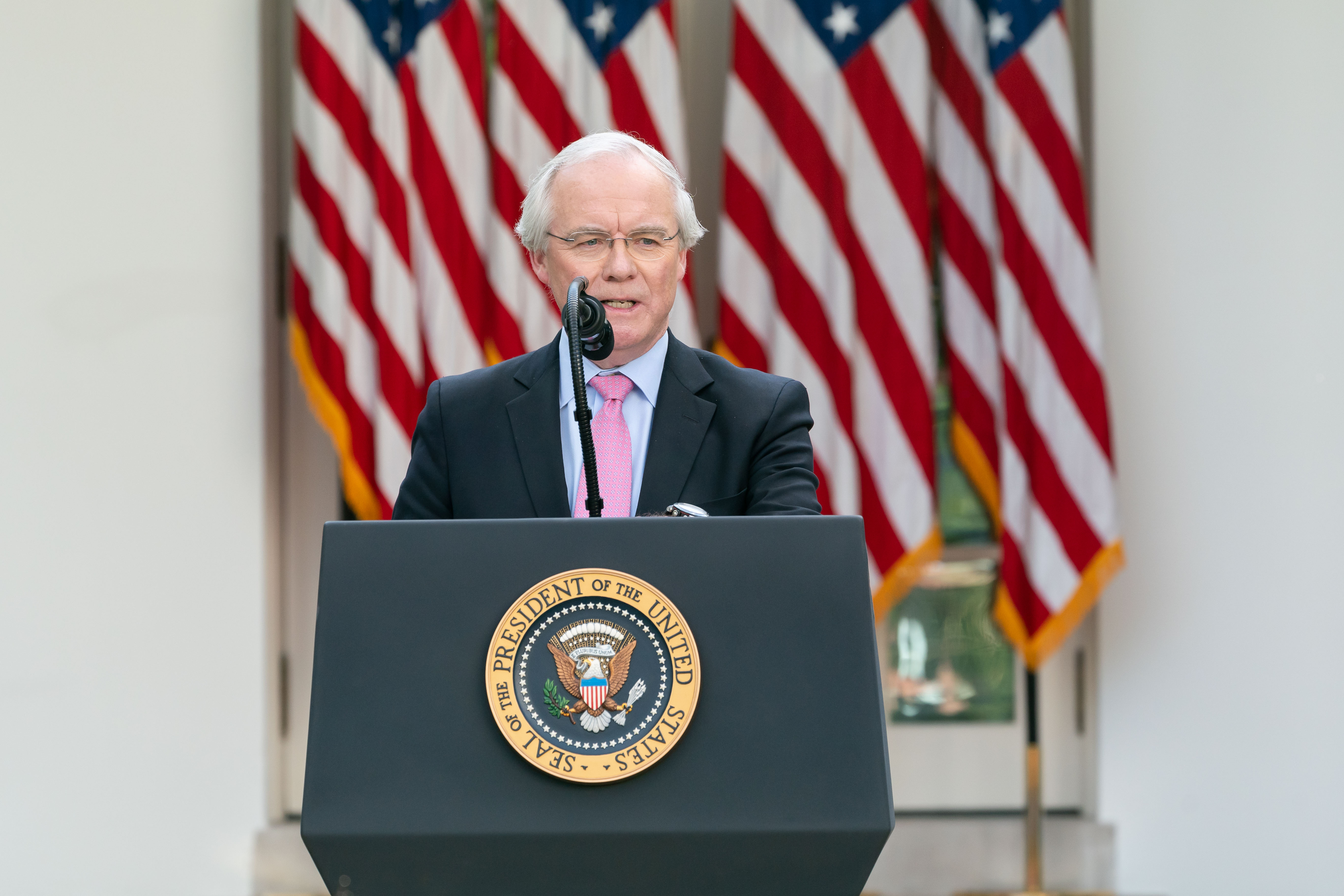
Rodney McMullen

William Rodney McMullen (* 1960 in Williamstown, Kentucky) ist ein US-amerikanischer Manager, der vom 1. Januar 2014 bis 3. März 2025 CEO von Kroger war.

## Leben
McMullen wurde in Kentucky geboren und wuchs auf der Farm seiner Familie auf und erhielt als erster seiner Familie eine Hochschulausbildung. Er hat einen Bachelor-Abschluss und einen Master-Abschluss in Rechnungswesen, beide von der University of Kentucky. 1978 begann McMullen neben seiner Universitätszeit in einem örtlichen Kroger-Lebensmittelgeschäft zu arbeiten. Seine Arbeit umfasste das Preisschildern von Gegenständen, das Verpacken von Lebensmitteln, das Empfangen von Produkten und das Führen des Registers. Im Jahr 1982 zog McMullen nach Charlotte in North Carolina. Dort war er Finanzanalyst in der Unternehmenszentrale. Im Alter von 34 Jahren wurde McMullen Finanzvorstand. McMullen war maßgeblich an der Fusion mit Fred Meyer, Inc. im Jahr 1999 beteiligt. Im Jahr 2003 wurde McMullen stellvertretender Vorsitzender und im Jahr 2009 Chief Operating Officer. McMullen wurde am 1. Januar 2014 zum CEO von Kroger ernannt und trat die Nachfolge von David Dillon an.
Seit 2001 bis 2. Mai 2020 war McMullen auch Vorstandsmitglied bei Cincinnati Financial.